# グランドチャンピオン2000
グランドチャンピオン2000は、日本の地方競馬である大井競馬場でかつて行われていた競馬の重賞競走（平地競走）である。2001年廃止。

## 創設・廃止の経緯
南関東公営競馬所属のサラブレッド系旧4歳（馬齢は当時の旧表記）以上による重賞競走として1990年創設された。
1986年夏に日本初のナイター競馬（トゥインクルレース）を開始した大井競馬は、折からの競馬ブームやバブル景気にも乗って売上を伸ばしていた。これを受けて大井競馬は、1988年度前後から各競走の賞金を増額していたが、1990年度の重賞においては特に顕著で、例えば東京ダービーと東京大賞典の1着賞金が4500万円から5200万円、帝王賞の1着賞金が4000万円から4500万円など、既存重賞の1着賞金が平均24％増額された。また同時に3つの重賞が新設されることになったが、その中でいきなり1着賞金4500万円という高額賞金で注目を集めたのがこのグランドチャンピオン2000であった（同じく新設の東京シティ盃は2200万円、トゥインクルレディー賞は2000万円）。
「グランドチャンピオン2000」の「2000」は、「2000m」と「2000年」を意識したものであった。当時、大井競馬の秋季のサラブレッド系古馬による重賞は、2800mの東京大賞典・2400mの東京記念・1200mの東京盃の3競走で、春季の帝王賞に対応する中距離の大レースがなかった。そこでナイターシーズンを締めくくる一戦として距離2000mのレースを創設することになった（第８回からはファン投票により出走馬を選出）。
1993年からは10月の最終週開催に定着し、アマゾンオペラ・アブクマポーロなどの実力馬が勝ち馬として名を連ねた。また、93年以降は出走条件を「サラブレッド系（旧）5歳以上」として行われることがあった（1993年～1996年、1998年）。
しかし、2001年からほぼ同時期にJBC競走が開催されることになり、第1回JBCクラシックが大井競馬場の2000mで実施されることが決まった。そのため、いわば統合のような形でグランドチャンピオン2000は廃止となった。

## 歴代優勝馬
| 回数   | 施行日         | 優勝馬             | 性齢 | 所属 | タイム   | 優勝騎手   | 管理調教師 | 馬主       |
| ------ | -------------- | ------------------ | ---- | ---- | -------- | ---------- | ---------- | ---------- |
| 第1回  | 1990年10月24日 | ダイコウガルダン   | 牡6  | 大井 | 2分08秒1 | 早田秀治   | 高岩隆     | 熊久保勅夫 |
| 第2回  | 1991年10月23日 | ウメノローザ       | 牝6  | 大井 | 2分07秒4 | 佐々木忠昭 | 石田貞雄   | 梅崎敏則   |
| 第3回  | 1992年10月19日 | ナイキゴージャス   | 牡4  | 大井 | 2分06秒5 | 的場文男   | 長沼正義   | 小野誠治   |
| 第4回  | 1993年10月27日 | ホワイトシルバー   | 牝6  | 大井 | 2分05秒9 | 荒山勝徳   | 荒山徳一   | 若狹五郎   |
| 第5回  | 1994年10月27日 | サクラハイスピード | 牡7  | 船橋 | 2分07秒0 | 佐藤隆     | 川島正行   | 全尚烈     |
| 第6回  | 1995年10月26日 | アマゾンオペラ     | 牡5  | 船橋 | 2分05秒6 | 石崎隆之   | 出川己代造 | 柳澤瀀     |
| 第7回  | 1996年10月30日 | マキバサイレント   | 牝5  | 船橋 | 2分05秒3 | 佐藤祐樹   | 北川亮     | 新田知也   |
| 第8回  | 1997年10月29日 | アブクマポーロ     | 牡6  | 船橋 | 2分04秒8 | 石崎隆之   | 出川克己   | 鑓水秋則   |
| 第9回  | 1998年10月28日 | アブクマポーロ     | 牡7  | 船橋 | 2分05秒1 | 石崎隆之   | 出川克己   | 鑓水秋則   |
| 第10回 | 1999年10月28日 | ゴールドヘッド     | 牡5  | 大井 | 2分07秒0 | 的場文男   | 蛯名末五郎 | 中田和宏   |
| 第11回 | 2000年10月31日 | マキバスナイパー   | 牡6  | 船橋 | 2分06秒0 | 左海誠二   | 岡林光浩   | 新田知也   |

- 格付け：第6回～ 南関東G1
- 距離：ダート2000m
- 優勝馬の馬齢は旧表記を用いる。

### 各回競走結果の出典
- グランドチャンピオン2000 歴代優勝馬 - 地方競馬全国協会